# Броненосці типу «Ре Умберто»
Броненосці типу «Ре Умберто» (італ. Classe Re Umberto) — серія з трьох швидкохідних броненосців, побудована для італійського флоту в 1884-1895 роках. Були розроблені інженером Бенедетто Бріном як розвиток його поглядів на пріоритет швидкості і важкого озброєння над бронюванням, раніше втілені в проекті «Італія». Залишалися на озброєнні до Першої Світової але практично ніякої участі в ній вже не брали.

## Історія
У 1883 році, після відставки морського міністра Фердінандо Актона, який підтримував спорудження невеликих, дешевих кораблів, пост морського міністра зайняв Бенедетто Брін. Відомий прихильник доктрини індивідуальної переваги — концепції, що італійський флот не може собі дозволити містити багато бойових кораблів з економічних причин, і тому повинен озброїтись найбільшими і найпотужнішими броненосцями в світі — він негайно використав свій вплив на військово-морські сили щоб проштовхнути у виробництво проект нового корабля.
Основною ідеєю Бріна було розвинути концепцію того корабля, який він вважав майже ідеальним — броненосця типу «Італія». Ці величезні творіння Бріна були найбільшими, якнайшвидшими і найсильнішими з озброєння кораблями світу на момент закладки (ціною за це був повна відмова від поясного бронювання). Але військово-морська справа розвивалася в 1880-х настільки стрімко, що закладені в 1876 році «Італія» і «Лепанто» вже до 1883, ще не вступивши в дію, вже  були комбінацією застарілих рішень.
Брін вирішив переробити проект «Італія» з урахуванням технічних новинок і зміни концепцій. До початку 1880-х колишні погляди на морський бій як на безладне зіткнення автономних кораблів почали поступово відходити в минуле. Пріоритетною тактикою знову стала кільватерна колона, що дозволяла реалізувати максимальну потужність артилерійського вогню при діях в ескадрі. Тому кораблі класу «Ре Умберто» вперше в італійському флоті отримали «класичне» розташування важкого озброєння — дві гармати в носовій і дві гармати в кормовій барбетних установках. Сама артилерія теж стала набагато ефективнішою — від короткоствольних 431-міліметрових гармат-монстрів з низьким темпом стрільби відмовилися на користь більш компактних і ефективних британських 343-міліметрових 35-каліберних гармат.

## Конструкція
У початковому проекті, броненосці типу «Ре Умберто» розвивали проект броненосця «Італія»: вони також не несли бортової броні, а основною відмінністю від прототипа було розміщення гармат головного калібру уздовж діаметральної лінії корабля, а не у діагонально розташованих установках. Але по мірі розвитки проекту, поява скорострільних 120—150 міліметрових гармат з унітарним заряджанням змусило переглянути концепцію. Скорострільні гармати могли просто зрешетити неброньований борт «Італії» або подібного корабля, що привело до неминучої втрати швидкості та загрожувало катастрофою через потрапляння води у пробоїни.
У результаті проект «Ре Умберто» був переглянутий. Спеціально для захисту від вогню скорострільних гармат середнього калібру, Бенедетто Брін додав тонкий броньовий пояс, захищав частину надводного борту.
Кораблі були першими в світі броненосцями, повністю виготовленими із сталі. Вони мали класичний італійський силует — повністю симетричний, з єдиною центральною щоглою, розташованої між труб. Вважалося, що подібна симетричність силуету заважатиме супротивнику точно визначити, в якому напрямку рухається корабель.

### Озброєння
Основне озброєння кораблів складався з нових 343-міліметрових 30-каліберних гармат британського виробництва. Призначені для пре-дредноутів типу «Ройял Соверен», ці потужні гармати стріляли 600-кілограмовим снарядом на дистанцію до 11000 метрів і мали швидший темп стрільби  і були надійнішими колишніх італійських гармат-монстрів. Але повільні темпи виробництва нових гармат у Великій Британії сильно затримали вступ в дію італійських кораблів.
Чотири 343-міліметрові гармати вперше в італійській практиці були розташовані уздовж поздовжньої осі корабля, носової і кормової двогарматних барбетних установках на головній палубі. Оскільки борт корабля був відносно низьким, барбети незвичайної конічної форми були досить високими, щоб гармати розташовувалися вище над водою і менше страждали від негоди. Від основи барбетів вниз, до броньованої палуби і розташованим під нею льохів боєзапасу, йшов броньовий колодязь. Зверху гармати прикривалися тонкими протиосколочними ковпаками.
Допоміжне озброєння корабля було дуже потужним. Вісім британських 152-міліметрових 40-каліберних скорострільних гармат розташовувалися у спонсонних установках на даху надбудови, по чотири на борт. Палубою нижче, у неброньованій батареї на головній палубі, стояли дванадцять 120-міліметрових скорострільних гармат. Ще чотири 120-міліметрових гармати були змонтовані на крилах носового і кормового містка броненосця. Загальний бортовий залп досягав 12 скорострільних гармат на борт.
Оборонне озброєння складалося з 16 легких 6-фунтових гармат, призначених для боротьби з міноносцями, і десяти 37-міліметрових  гармат. Крім того, корабель мав  таран і п'ять торпедних апаратів.

### Броньовий захист

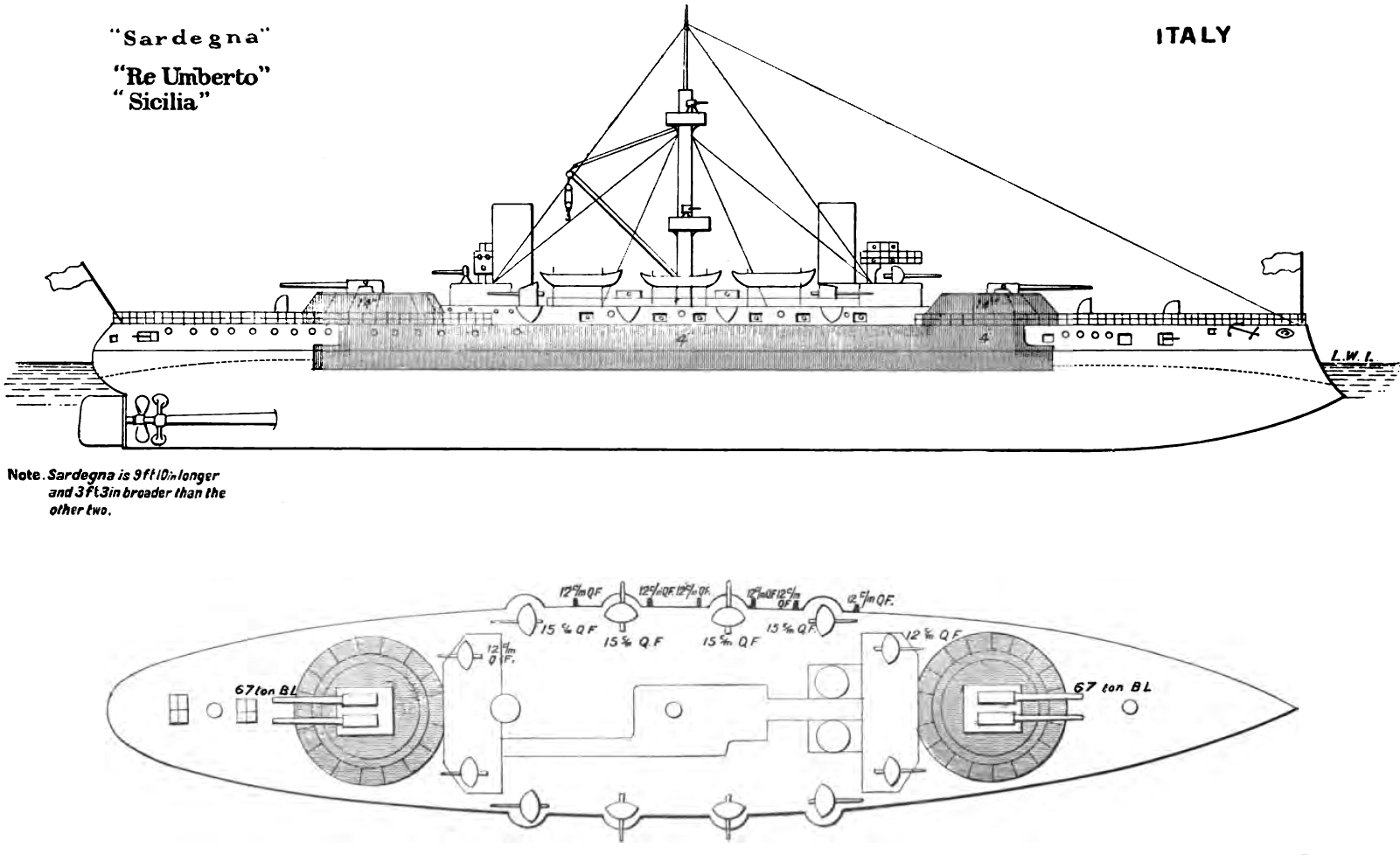
Схема бронювання броненосця «Ре Умберто»

В первісному проекті броненосець зовсім не мав вертикальної броні за винятком барбетів головного калібру, його єдиною захистом була 102-мм броньова палуба. Під впливом успішного дебюту скорострільних гармат з унітарною заряджанням проект довелося переглянути: залишати незахищений борт на розстріл скорострільних гармат було занадто небезпечно.
У остаточному проекті броненосець отримав дуже тонкий 102-міліметровий пояс із сталевої броні, призначений для захисту центральної частини борту (між барбетами головного калібру) від вогню скорострільних гармат. Товщина його була абсолютно недостатня для протистояння важким снарядам: в цьому Брін більше сподівався на 76-міліметрову опуклу броньовану палубу і раціональний розподіл корпусу на відсіки. Броньовий палуба в краях опускалася нижче ватерлінії і призначалася для ефективного захисту від важких снарядів.
Гарматні установки головного калібру захищалися 335-міліметрової бронею. Броньові рубки та елеватори подачі снарядів захищала 305-мм бронею.
В цілому, бронювання корабля було практично цілком розраховане на захист від середньокаліберних скорострільних і важких гармат з низьким темпом вогню. Передбачалося, що перші не проб'ють тонкого поясу, а другі, пробивши пояс, не зможуть пробити броньовий палубу за ним, і крім того — стріляють занадто повільно, щоб завдати сильної шкоди корпусу корабля. Поява гармат великого калібру з високою скорострільністю в 1890-х моментально зробило таку схему захисту неефективною.

### Силова установка
Двогвинтові броненосці мали максимальну потужність машин в 19 500 кінських сил і розвивали швидкість до 18,5 вузлів. Дальність плавання економічним ходом становила близько 11 000 км.

## Кораблі
| Назва                   | Верф                                         | Закладений            | Спущений на воду     | Вступив у стрій     | Доля                       |
| ----------------------- | -------------------------------------------- | --------------------- | -------------------- | ------------------- | -------------------------- |
| «Ре Умберто» Re Umberto | «Cantiere navale di Castellammare di Stabia» | 10 липня 1884 року    | 17 жовтня 1889 року  | 16 лютого 1893 року | Зданий на злам у 1920 році |
| «Січілія» Sicilia       | Арсенал флоту у Венеції                      | 3 листопада 1884 року | 6 липня 1891 року    | 4 травня 1895 року  | Зданий на злам у 1923 році |
| «Сарденья» Sardegna     | Арсенал флоту у Ла-Спеції                    | 24 жовтня 1885 року   | 20 вересня 1890 року | 16 лютого 1895 року | Зданий на злам у 1923 році |

Спочатку передбачалося закласти тільки два броненосці:
- Броненосець «Ре Умберто»
- Броненосець «Ре ді Січілія»

Пізніше  Брін домігся закладки третього корабля:
- Броненосець «Ре ді Сарденья»

Цікаво, що всі три кораблі де-факто були названі в честь однієї людини — короля Італії Умберто I, до також був королем Сицилії (італ. Re di Sicilia) і королем Сардинії (італ. Re di Sardinia).

## Служба
Перші два кораблі були закладені в 1884 році, третій — в 1885 році. Через слабкість італійської промисловості та великих затримок з поставками гармат з Великої Британії їх будова затягнулася більш ніж на 10 років, і останній з них вступив в дію лише в 1895 році. До цього часу вони вже були дещо застарілими.
Тим не менше, ці три броненосця були найбільш потужними і сильними кораблями італійського флоту, і останній ставився до них з великою увагою. Періодично проходячи ротацію між діючим та резервним флотом, вони взяли участь в італо-турецькій війні 1912 року, в основному залучаючись для обстрілу узбереж (їх важкі снаряди надавали кращий ефект на берегові укріплення ніж снаряди більш легких 305-міліметрових гармат наступних італійських броненосців). При цьому «Ре ді Сардинія» вперше використав аероплан для управління артилерійською стріляниною.
У 1914 році, всі три кораблі були визнані застарілими і незадовго до початку Першої Світової виведені в резерв і переведені на роль кораблів постачання. У 1915 році, коли Італія вступила у війну, старі броненосці були повернуті в дію для використання в якості кораблів берегової оборони. В бойових діях вони участі не брали.
У 1918 році італійське морське командування вирішило використовувати «Ре Умберто» в якості одноразового корабля-тарана для прориву бонових загороджень на вході в Полу, гавань австро-угорського флоту. Передбачалося, що укомплектований мінімальним екіпажем з добровольців корабель повинен буде вночі потай наблизитися до узбережжя, і на повному ходу увірватися в гавань, проломивши загородження і відкривши вхід для атаки ескадри торпедних катерів. Зі старого броненосця демонтували все озброєння і встановили 8 тридюймових гармат і міномети (для обстрілу берегових укріплень), а також спеціальні різаки для ефективного розрізання тросів та бонів. Проте війна закінчилася раніше, ніж операція була здійснена.

## Оцінка проєкту
Броненосці класу «Ре Умберто» були єдиними відносно сучасними основними кораблями ВМФ Італії на кінець 19 століття (всі інші броненосці були закладені ще в 1870-х або на початку 1880-х) та момент закладки мали досить вдалу конструкцію. Порівняно велика площа бронювання надійно захищала центральну частину корпусу від снарядів скорострільної артилерії. Важкі ж гармати, як вважалося, не мали достатньої скорострільності щоб істотно зашкодити надводний борт корабля.
Ситуація різко змінилася в 1890-х, з появою (в першу чергу у Франції), скорострільних важких гармат, що заряджалися при будь-якому положенні стволів. Французькі 274 і 305-міліметрові гармати кінця 19 століття давали один постріл в хвилину. Застосування мелініту та інших вибухових речовин, поєднані з високою скорострільністю нових важких гармат означало, що тонкий броньовий пояс «Ре Умберто» буде просто зрешечений численними влученнями важких снарядів, після чого італійському броненосцю загрожувала б загибель від захльостування води через пробоїни і порушення остійності.
Іншим важливим недоліком була абсолютно незахищена батарея допоміжної артилерії — фактично, всі скорострільні гармати корабля могли бути виведені з ладу буквально одним вдалим попаданням. Все це призвело до того, що в подальших проектах Бендетто Брін відмовився від розвитку ідеї «неброньованих броненосців», зосередившись на більш збалансованих кораблях.